# Leucopis sziladyi
Leucopis sziladyi is een vliegensoort uit de familie van de Chamaemyiidae. De wetenschappelijke naam van de soort is voor het eerst geldig gepubliceerd in 1937 door Aczel.